# Jean-Simon Berthélemy
Jean-Simon Berthélemy (Laon, 5 de març de 1743 - París, 1 de març de 1811) va ser un pintor de la història de França que es va encarregar de pintar sostres al·legòrics per al Palau del Louvre, el Palau de Luxemburg i altres, en un estil barroc tardà i rococó i una mica influït pel neoclassicisme.

## Biografia
Berthélemy va néixer a Laó, Aisne, fill d'un escultor, Jean-Joseph Berthélemy. Es va formar al taller de Noël Hallé, professor de l'Acadèmia reial de pintura i d'escultura i va guanyar la seva primera reputació a la dècada de 1760; després d'assolir el segon lloc el 1763, va guanyar el Premi de Roma de l'Acadèmia el 1767. Un dels primers encàrrecs va ser un conjunt de pintures decoratives sota la direcció de l'arquitecte Jean-Gabriel Legendre per a l'Hôtel de l'Intendance de Champagne a Châlons-sur-Marne, del qual l'artista només va completar sis supraports, molt a la manera de François Boucher, i va delegar la resta de la comissió a un company de l'Acadèemia. Hallé, el mestre de Berthélemy, va proporcionar cartrons per a la manufactura de tapissos reals dels Gobelins, on va ser nomenat superintendent el 1770; Berthélemy també va ser cridat per proporcionar cartrons per als teixidors. La seva Mort d'Etienne Marcel (1783, exposada a l'École de Chirurgie) del qual es conserva l'esbós a l'oli, va ser teixit a la sèrie Histoire de France.

## Carrera professional
Berthélemy va ser un pintor estimat a la seva època, elegit per unir-se al seguici que va acompanyar la campanya de Napoleó a Itàlia, on va ser un dels experts assignats a la tasca de seleccionar les obres d'art per al seu trasllat a París en els termes del Tractat de Tolentino, febrer 1797. Quan es van publicar dues monografies sobre Berthélemy en 1979,2 Philip Conisbee, en revisar-les a The Burlington Magazine, va observar secament: «Dues monografies sobre Berthélemy són exagerades per a un pintor que podria haver estat enviat amb un sol article substancial. El sistema acadèmic francès d'educació artística al segle xviii, recolzat per l'estímul del patrocini de l'església i l'estat, era tan eficient i rigorós que fins i tot un talent mitjà podia estar prou condicionat per produir un grapat de quadres històrics decents, que de vegades són obres mestres menors».